# Polystalactica stellata
Polystalactica stellata är en skalbaggsart som beskrevs av Edgar von Harold 1878. Polystalactica stellata ingår i släktet Polystalactica och familjen Cetoniidae. Inga underarter finns listade i Catalogue of Life.